# Petteri Nummelin
Timo Petteri Nummelin (25 de noviembre de 1972 en Turku, Finlandia), es un jugador finlandés de hockey sobre hielo.

## Trayectoria
Petteri Nummelin es un jugador profesional finlandés de hockey sobre hielo. Juega actualmente para el HC Lugano en la Liga Nacional A suiza. Fue draftado por los Columbus Blue Jackets como su quinta elección, #133 absoluta, en el draft NHL de 2000. Nummelin debutó con la selección finlandesa en el Campeonato Mundial de 1995 cuando Finlandia ganó su primera medalla de oro y siguió representando su país durante todos los años siguientes excepto 2008 y 2011. Con un total de 15 campeonatos mundiales disputados es el jugador de hockey con más presencias de la historia de este deporte.
Nummelin es hijo de Timo Nummelin, otro jugador internacional de hockey finlandés.

## Carrera

### Carrera en Finlandia
Petteri Nummelin empezó a jugar al hockey sobre hielo en Turku, su ciudad y jugó en la sección juvenil del TPS durante 3 temporadas antes de jugar en la primera división con el Kiekko-67. Nummelin debutó en la SM-Liiga (la máxima división finlandesa) en la temporada 1992–93 jugando para el TPS y el Reipas. Después de tres años en Finlandia, Nummelin fue fichado por un equipo sueco después de haber ganado el Campeonato del mundo.

### Carrera en Suecia
Después del exitoso mundial de 1995, Nummelin empezó a atraer la atención internacional y fue contratado por el Frölunda HC, un equipo sueco de la Elitserien (máxima división de Suecia). Nummelin jugó 2 temporadas en este equipo.

### Carrera en Suiza
En 1997 Nummelin se trasladó al HC Davos, uno de los clubes suizos más exitosos de siempre. Nummelin jugó en el HC Davos durante tres temporadas (1997–2000) donde se ganó la fama de estrella hasta que a finales de la temporada 1999–2000 recibió una oferta desde la NHL. Nummelin jugó en la NHL para los Columbus Blue Jackets en la temporada 2000–2001 antes de volver a Suiza al HC Lugano. Nummelin jugó en Lugano durante cinco años (2001–06) donde ganó múltiples títulos y premios, como el récord de puntos en 2004 y los campeonatos suizos de 2003 y 2006.
Después de su segunda aventura en la NHL de 2006 a 2009 volvió al HC Lugano, su club actual.

### Carrera en NHL
Nummelin jugó durante una temporada en los Columbus Blue Jackets en 2000-2001.
En 2006, después de cinco temporadas en Suiza, Nummelin volvió a la NHL y fue contratado por los Minnesota Wild, en parte gracias a la presencia de su compañero y amigo Mikko Koivu, al que hizo incluso de canguro. Conocido como Nummy por los aficionados y Petu sobre el hielo, Nummelin consiguió buenos resultados durante esta segunda etapa en América.
Después de la temporada 2007–08, Nummelin acabó su contrato en Minnesota y a los 35 años firmó un contrato de tres temporadas con su anterior club en Suiza, el HC Lugano.

## Estadísticas

### Club
|           |                            |                    | Regular Season | Regular Season | Regular Season | Regular Season | Regular Season | Playoff | Playoff | Playoff | Playoff | Playoff |
| Temporada | Equipo                     | Liga               | P              | G              | A              | Pt.            | PIM            | P       | G       | A       | Pt.     | PIM     |
| --------- | -------------------------- | ------------------ | -------------- | -------------- | -------------- | -------------- | -------------- | ------- | ------- | ------- | ------- | ------- |
| 1989-1990 | TPS Turku                  | Jr. A SM-Liiga     | 21             | 2              | 7              | 9              | 20             |         |         |         |         |         |
|           | TPS Turku                  | Jr. A I divisioona |                |                |                |                |                | 12      | 4       | 7       | 11      | 25      |
| 1990-1991 | TPS Turku                  | Jr. A SM-Liiga     | 35             | 20             | 16             | 36             | 28             |         |         |         |         |         |
|           | Kiekko-67 Turku            | Finland2           | 2              | 0              | 2              | 2              | 4              |         |         |         |         |         |
| 1991-1992 | Kiekko-67 Turku            | Finland2           | 41             | 12             | 24             | 36             | 36             |         |         |         |         |         |
|           | Kiekko-67 Turku            | Jr. A I divisioona | 13             | 16             | 15             | 31             | 28             |         |         |         |         |         |
| 1992-1993 | Reipas Lahti               | SM-liiga           | 14             | 3              | 4              | 7              | 18             |         |         |         |         |         |
|           | Reipas Lahti               | Liigakarsinta      | 6              | 2              | 4              | 6              | 2              |         |         |         |         |         |
|           | TPS Turku                  | SM-liiga           | 3              | 0              | 0              | 0              | 8              |         |         |         |         |         |
|           | TPS Turku                  | Jr. A SM-Liiga     | 1              | 1              | 0              | 1              | 0              |         |         |         |         |         |
|           | Kiekko-67 Turku            | Finland2           | 28             | 14             | 15             | 29             | 18             |         |         |         |         |         |
| 1993-1994 | TPS Turku                  | SM-liiga           | 44             | 14             | 24             | 38             | 20             | 11      | 0       | 3       | 3       | 4       |
|           | TPS Turku                  | Continental Cup    | 3              | 0              | 0              | 0              | 0              | -       | -       | -       | -       | -       |
| 1994-1995 | TPS Turku                  | SM-liiga           | 48             | 10             | 17             | 27             | 32             | 11      | 4       | 3       | 7       | 0       |
|           | TPS Turku                  | Continental Cup    | 4              | 2              | 1              | 3              | 2              | -       | -       | -       | -       | -       |
| 1995-1996 | Västra Frölunda HC Indians | Elitserien         | 32             | 7              | 11             | 18             | 26             | 12      | 2       | 7       | 9       | 4       |
| 1996-1997 | Västra Frölunda HC Indians | Elitserien         | 44             | 20             | 14             | 34             | 39             | 2       | 0       | 1       | 1       | 0       |
|           | Västra Frölunda HC Indians | EHL                | 5              | 2              | 2              | 4              | 0              | -       | -       | -       | -       | -       |
| 1997-1998 | Davos                      | NLA                | 33             | 13             | 17             | 30             | 24             | 17      | 8       | 14      | 22      | 2       |
| 1998-1999 | Davos                      | NLA                | 44             | 11             | 42             | 53             | 22             | 4       | 0       | 2       | 2       | 2       |
| 1999-2000 | Davos                      | NLA                | 40             | 15             | 23             | 38             | 20             | 5       | 0       | 3       | 3       | 0       |
| 2000-2001 | Columbus Blue Jackets      | NHL                | 61             | 4              | 12             | 16             | 10             | -       | -       | -       | -       | -       |
| 2001-2002 | Lugano                     | NLA                | 34             | 5              | 19             | 24             | 6              | 13      | 6       | 8       | 14      | 2       |
| 2002-2003 | Lugano                     | NLA                | 43             | 18             | 39             | 57             | 12             | 8       | 3       | 7       | 10      | 2       |
| 2003-2004 | Lugano                     | NLA                | 48             | 20             | 39             | 59             | 59             | 16      | 7       | 20      | 27      | 4       |
| 2004-2005 | Lugano                     | NLA                | 36             | 13             | 36             | 49             | 18             | 3       | 1       | 0       | 1       | 2       |
| 2005-2006 | Lugano                     | NLA                | 38             | 13             | 32             | 45             | 22             | 17      | 8       | 25      | 33      | 10      |
| 2006-2007 | Minnesota Wild             | NHL                | 51             | 3              | 17             | 20             | 22             | 3       | 1       | 1       | 2       | 0       |
| 2007-2008 | Minnesota Wild             | NHL                | 27             | 2              | 7              | 9              | 2              | 4       | 0       | 1       | 1       | 0       |
| 2008-2009 | Lugano                     | NLA                | 41             | 21             | 39             | 60             | 16             | 7       | 4       | 5       | 9       | 2       |
| 2009-2010 | Lugano                     | NLA                | 34             | 7              | 16             | 23             | 10             | 4       | 0       | 3       | 3       | 2       |
| 2010-2011 | Lugano                     | NLA                | 26             | 3              | 13             | 16             | 12             |         |         |         |         |         |

### Selección
| Temporada | Nivel        | Competición | P  | G | A  | Pt. | PIM |
| --------- | ------------ | ----------- | -- | - | -- | --- | --- |
| 1989-1990 | Finland U18  | EJC-18      | 6  | 1 | 1  | 2   | 18  |
| 1991-1992 | Finland U20  | WJC-20      | 6  | 0 | 1  | 1   | 4   |
| 1994-1995 | Finland      | WC          | 5  | 0 | 0  | 0   | 6   |
| 1995-1996 | Finland      | WC          | 5  | 0 | 0  | 0   | 2   |
|           | Finland WCup | WCup        | 1  | 0 | 0  | 0   | 2   |
| 1996-1997 | Finland      | WC          | 8  | 0 | 2  | 2   | 10  |
| 1997-1998 | Finland      | WC          | 1  | 0 | 0  | 0   | 0   |
| 1998-1999 | Finland      | WC          | 12 | 0 | 0  | 0   | 4   |
| 1999-2000 | Finland      | WC          | 9  | 2 | 4  | 6   | 0   |
| 2000-2001 | Finland      | WC          | 9  | 1 | 12 | 13  | 0   |
| 2001-2002 | Finland      | WC          | 7  | 1 | 0  | 1   | 2   |
| 2002-2003 | Finland      | WC          | 7  | 2 | 2  | 4   | 4   |
|           | Finland EHT  | EHT         | 6  | 1 | 5  | 6   | 6   |
| 2003-2004 | Finland      | WC          | 7  | 2 | 2  | 4   | 2   |
|           | Finland EHT  | EHT         | 8  | 3 | 5  | 8   | 4   |
| 2004-2005 | Finland      | WC          | 7  | 0 | 2  | 2   | 0   |
|           | Finland EHT  | EHT         | 6  | 2 | 3  | 5   | 0   |
| 2005-2006 | Finland OG   | OG          | 8  | 0 | 2  | 2   | 2   |
|           | Finland      | WC          | 9  | 3 | 11 | 14  | 2   |
|           | Finland EHT  | EHT         | 9  | 0 | 3  | 3   | 6   |
| 2006-2007 | Finland      | WC          | 7  | 3 | 5  | 8   | 4   |
| 2008-2009 | Finland EHT  | EHT         | 6  | 3 | 2  | 5   | 2   |
|           | Finland      | WC          | 5  | 0 | 3  | 3   | 0   |
| 2009-2010 | Finland EHT  | EHT         | 2  | 1 | 0  | 1   | 0   |
|           | Finland      | WC          | 6  | 1 | 6  | 7   | 0   |

## Palmarés

### Nationalliga A
- Campeón Suizo: 2002-2003; 2005-2006 (HC Lugano)
- MVP de la Liga: 2002-2003
- Mejor realizador: 2002-2003
- All-Star Team: 2003-2004; 2008-2009
- Defensa con el mayor número de puntos: 2002-2003; 2003-2004; 2004-2005; 2005-2006; 2008-2009
- Jugador con el mayor número de asistencias: 2002-2003

### SM-liiga
- Campeón de Finlandia: 1994-1995 (TPS Turku)
- Mejor defensa: 1993-1994]
- Jugador del Mes: noviembre de 1993

### Elitserien
- Difensa con el mayor número de goles: 1996-1997 (Västra Frölunda HC Indians)

### Juegos Olímpicos de invierno
- Plata: Turín 2006

### Campeonato mundial IIHF
- Oro: 1995
- Plata: 1999; 2001; 2007
- Bronce: 2000; 2006
- Mejor defensa: 2000; 2010
- All-Star Team: 2000; 2001; 2010
- Jugador con el mayor número de asistencias: 2006
- Defensa con el mayor número de puntos: 2001